# Natalia Kochańska
Natalia Kochańska, född 18 augusti 1996, är en polsk sportskytt.

## Karriär
Vid sommaruniversiaden 2019 i Neapel tog Kochańska guld tillsammans med Katarzyna Komorowska och Aneta Stankiewicz i lagtävlingen i 10 meter luftgevär. Vid EM i 10 meter luftvapen 2020 i Wrocław tog hon brons tillsammans med Agnieszka Nagay och Aneta Stankiewicz i lagtävlingen i 10 meter luftgevär. Vid EM i 10 meter luftvapen 2022 i Hamar tog Kochańska guld brons tillsammans med Julia Piotrowska och Aneta Stankiewicz i lagtävlingen i 10 meter luftgevär.
Vid EM i 10 meter luftvapen 2023 i Tallinn tog Kochańska brons tillsammans med Julia Piotrowska och Aneta Stankiewicz i lagtävlingen i 10 meter luftgevär. Vid europeiska spelen 2023 i Wrocław tog hon silver i 50 meter gevär 3 ställningar samt brons tillsammans med Julia Piotrowska och Aneta Stankiewicz i lagtävlingen i 10 meter luftgevär.
Vid EM 2024 i Osijek tog Kochańska brons tillsammans med Julia Piotrowska och Aleksandra Pietruk i lagtävlingen i 50 m gevär 3 ställningar. Vid olympiska sommarspelen 2024 i Paris slutade hon på sjätte plats i 50 meter gevär 3 ställningar.